# Nicolaus Fuss
Nicolaus Fuss   (Basilea, 30 de gener de 1755 - Sant Petersburg, 4 de gener de 1826), també conegut com a Nikolai Ivanovitx Fus (1755-1826), fou un matemàtic suís que va ser secretari de l'Acadèmia de Ciències de Sant Petersburg.

## Vida
Fuss va néixer a Basilea en una família de mitjans modests. La seva habilitat en les matemàtiques i el càlcul, van atraure l'atenció de l'aleshores ja vell Daniel Bernoulli, qui el va recomanar a Euler com a secretari després que aquest es quedés pràcticament cec el 1772.
L'any 1773, Fuss es va traslladar, doncs, a Sant Petersburg i va fer d'assistent i secretari d'Euler fins a la seva mort. A més, es va casar amb una neta d'Euler, convertint-se en familiar polític del famós matemàtic.
L'any 1783 va ser escollit membre de l'Acadèmia de Ciències de Sant Petersburg i a partir de 1800 en va ser el seu secretari perpetu, fins a la seva mort. També va ser membre de les acadèmies de Berlín, de Suècia i de Dinamarca. L'any 1778, l'Acadèmia de París li va concedir un guardó per un article d'astronomia.

## Obra
Els primers articles propis de Fuss, depenen fortament de la seva intensa relació amb Euler: el 1774 un article sobre la construcció de telescopis i microscopis basat en les teories òptiques del seu mestre, diversos articles sobre assegurances basats en teories probabilístiques d'Euler, etc.
Durant els anys que va fer d'assistent d'Euler va revisar més de 250 articles del mestre.
Els seus articles més interessants són en el camp de la geometria esfèrica, tots ells publicats a la revista de l'Acadèmia de Sant Petersburg:
- Problematum quorundam sphaericorum solutio (1788)
- De proprietatibus quibusdam ellipseos in superficie sphaerica descriptae (1788)
- Solutio problematis ex methodo tangentium inversa (1789)

També és conegut per haver formulat el teorema de Fuss sobre els quadrilàters bicèntrics i haver introduït els avui coneguts com a nombres de Fuss-Catalan (una variant dels nombres de Catalan).
El seu obituari d'Euler és una obra mestra del gènere.